# L'Île aux trésors (film, 2007)
Pour les articles homonymes, voir L'Île au trésor (homonymie).
Pour plus de détails, voir Fiche technique et Distribution.
L'Île aux trésors est un film français réalisé par Alain Berberian, sorti en 2007, et librement inspiré de L'Île au trésor, le célèbre roman de Stevenson.

## Synopsis
Au XVIIIe siècle, une bande d'individus venus d'horizons différents, parmi lesquels un méchant pirate, une aristocrate joueuse ainsi qu'un chirurgien, entament un périple en bateau à la recherche d'un trésor. Pour chacun, l'ambition secrète de s'emparer du trésor ; mais la soif de l'or nuit gravement à la santé.

## Fiche technique[1]
- Titre : L'Île aux trésors
- Réalisation : Alain Berberian
- Scénario : Sion Marciano, Fabien Suarez, William Solal et Fabrice Roger-Lacan
- Dialogues : Fabrice Roger-Lacan
- Musique : Nicholas Dodd
- Photographie : Vilko Filač
- Montage : Sylvie Landra
- Casting : Zsolt Csutak
- Création des décors : Jean-Jacques Gernolle
- Décorateur : Wichit 'Ben' Chuchuan
- Direction artistique : Mónika Esztán, Gilles Iscan et Arin 'Aoi' Pinijvararak
- Costumes : Martine Rapin
- Cascades : Rémi Escoffier, Pascal Guégan et Philippe Guégan
- Production :
  - Producteurs : Jamie Brown et Robert Whitehouse
  - Producteurs délégués : Alex Brown, Christopher Figg (en), Georges Langlois, Jean-Pierre Ramsay-Levi et Robert Whitehouse
  - Producteurs exécutif : Christian Gerber et Andrew Rowley
  - Producteur associé : Bertrand Le Delezir
- Sociétés de production : FIT Productions, Studio Eight Productions, ASP Kft, Chemin Vert Productions[2], Malec Productions, TF1 Films Productions, Canal+
- SOFICA : Cofinova 3
- Sociétés de distribution : BAC Films (France), Sunfilm Entertainment (Allemagne)
- Pays d'origine :  France,  Royaume-Uni,  Hongrie
- Langue : français
- Format : couleur — 35 mm — 2,35:1
- Genre : aventures, comédie
- Durée : 100 minutes
- Date de sortie :
  - France : 16 janvier 2007 (L'Alpe d'Huez International Comedy Film Festival) ; 31 janvier 2007

## Distribution
- Gérard Jugnot : John Silver
- Alice Taglioni : Evangeline Trelawney
- Jean-Paul Rouve : Dr Livesey
- Vincent Rottiers : Jim Hawkins
- Michael Culkin : capitaine Smolett
- Cyrille Eldin : Jason de Verpre
- François Levantal : Ben Gunn
- Stéphane Metzger : Bill
- Chiké Okonkwo (en) : Sam
- John Rado : George
- Olivier Schneider : pirate #1
- László Szili : pirate
- Tamás Varga (hu) : vieux Stanley
- Albert Goldberg : pirate #2
- Didier Flamand : Buzzard
- Tivadar Török : pirate assassiné #1
- Pascal Guégan : pirate #4
- Jean-Christophe Herbeth : assistant de Livesey
- Csaba Jakab (hu) : agent recruteur #1
- László Keszég (hu) : agent recruteur #2
- Nicolas Heckenberg : pauvre diable
- Attila Bardóczy (hu) : gardien-chef
- Róbert Bolla : officier
- Antal Konrád (hu) : tavernier
- Jérôme Marc : joueur balafré
- Károly Kincses : mari de la baronne
- Olivier Coste : soldat espagnol
- Nittaya : jeune femme noire
- András Fosztó : soldat marine anglaise #1
- Tamás Olt : soldat marine anglaise #2
- Robert Dani : bourreau
- Péter Szcodro : marin assassiné #3
- Péter Geltz : joueur de poque #1
- István Wohlmuth : joueur de poque #2
- John Rose : cocher Trelawney #1
- Andrian Alexander : cocher Trelawney #2
- István Göz (hu) : valet Trelawney
- Edina Nyilas : jeune femme taverne
- Tommy Baxter Hill : jeune pirate blessé
- Guy Chapellier : narrateur (voix)
- Cyril Gouaida : soldat espagnol
- Conan Stevens : cascadeurs
- Allistair Wyndham : pirate #3
- Julien Lecat : badeau (non-crédité)

## Accueil critique
Le film est un échec critique et public, mais aussi commercial : D'une coproduction européenne coûteuse, le film atteint à peine le demi-million d'entrées en France, alors que le budget s'élève à 15,2 millions d'euros. Après avoir prévu au départ du projet, un téléfilm divisé en deux parties, le producteur, Jean-Pierre Ramsay-Levi décide finalement, après quelques essais, d'en faire un long métrage. La mise sur pied du projet dure cinq années, et s'avère difficile. La critique presse reprocha au film un « scénario approximatif », et une dérive hors du cadre du divertissement familial à cause, entre autres, de la vulgarité de certains dialogues. Le ton décalé et loufoque, avec un humour très "british", voulu par le réalisateur dans la narration où le choix des acteurs, n'aura pas su rencontrer son public.

## Adaptation du roman
Le film l'Île aux trésors a été écrit à partir du scénario du roman de Robert Louis Stevenson, dont il s'inspira pour sa trame de fond. Cependant, il s'agit d'une adaptation libre, que les scénaristes ont réécrit dans un esprit plus humoristique, mêlant les sujets divergeant du roman originel tels que l'homosexualité, le cannibalisme, l'origine loufoque de la jambe de bois de Long John Silver ou bien un armateur féminin, interprété par Alice Taglioni.

## Autour du film
- Il fut tourné dans trois pays différents : la Thaïlande, l'Angleterre et la Hongrie pour les studios.
- Il fit l'ouverture du Festival international du film de comédie de l'Alpe d'Huez où il reçut deux nominations[7].

### Navires utilisés pour le tournage
Deux navires ont été utilisés pour le tournage :
- Une goélette de Charlestown en Angleterre
- Une réplique plus grande du voilier de Charlestown construit en Thaïlande.

### Musique du film
Le réalisateur Alain Berberian fut d'abord hésitant à prendre un compositeur britannique pour la musique du film. Il fut convaincu toutefois par Nicholas Dodd, découvert grâce à son travail sur Renaissance. Nicholas Dodd a composé la BO sur un style classique. Le titre phare est le thème d'ouverture du film, remarquable par son ton épique et ses sonorités de cuivre.

## Box Office
Le box office français s'élève à 512 626 entrées, pour un budget de 15,2 millions d'euros.